# خیابان ۲۴ متری اهواز
خیابان ۲۴ متری اهواز یکی از خیابان‌های قدیمی و تاریخی شهر اهواز است که قدمت آن به دوران قاجار بازمی‌گردد. این خیابان دارای اهمیت تاریخی، فرهنگی و حمل و نقلی بوده و نقش مهمی در توسعه شهری اهواز داشته است.

## تاریخچه
- دوران قاجار

در آغاز، خیابان ۲۴ متری محل عبور راه‌آهن قطارشهری «شرکت ناصری» به ریاست محمد معین‌التجار بود. به زبان عربی محلی به این مسیر «سِچّه» (راه‌آهن) می‌گفتند.
- دوران پهلوی

این خیابان ابتدا «۲۴ متری» و سپس «خسروی» نامیده شد. بخش شمالی خیابان (شمال تقاطع با خیابان نادری) «ششم بهمن» نام گرفت.

ترامواهای بخاری با سوخت زغال، اولین وسایل نقلیه عمومی در این خیابان بودند که بعدها جای خود را به اتوبوس‌های دیزلی و خودروهای سواری دادند.
- پس از انقلاب

خیابان ابتدا به نام «آیت‌الله منتظری» و سپس «آزادگان» نامگذاری شد.

با وجود تغییرات رسمی، همواره به نام «۲۴ متری» شناخته شده است.

## گسترش راه آسفالت
- آسفالت خیابان در دهه‌های پس از انقلاب ۵۷ به‌طوراساسی بهبود یافت و شهرداری اهواز اقدامات بسیاری برای بهبود وضعیت زیرساخت‌ها انجام داد.[۳]
- با این وجود، تابه‌امروز برخی قسمت‌ها هنوز با مشکلاتی مانند ناهمواری آسفالت مواجه هستند.[۳]

## بناهای تاریخی[۲]
- ساختمان صنایع دستی خوزستان (دوره پهلوی)
- بالکن مهدیان اهواز (دوره پهلوی، پیرامون بیمارستان جندی‌شاپور اهواز، پلاک ۴۱۸ تا ۴۸۸)
- بیمارستان جندی‌شاپور اهواز (دوره پهلوی اول)
- دانشسرای مقدماتی پسران اهواز (دوره پهلوی اول، باغ معین)
- سرای معین‌التجار اهواز (دوره قاجاریه، خیابان کاوه غربی- نبش اول)
- پل سفید (معلق) اهواز (دوران پهلوی اول، حدفاصل فلکه شهدا تا بیمارستان رازی، روی رودخانه کارون)[۲]

## امکانات و مراکز مهم
- سینما ساحل اهواز
- اتحادیه صنف لوازم یدکی و نمایندگی‌های مجاز خودرو
- سازمان اقتصاد اسلامی ایران
- بازارچه ۲۴ متری پردیس اهواز
- هتل پارس اهواز و استخر روباز آن
- کلانتری ۱۳ اهواز

## مسیر و دسترسی
- شمال: بلوار ساحلی شرقی و خیابان رستگاری
- جنوب: خیابان آیت‌الله طالقانی، میدان شهدا و بلوار آزادگان
- این خیابان محور اصلی شمالی-جنوبی و دسترسی آسان به محله‌های نادری، عامری و خیابان سی‌متری دارد.